# 河北方言
河北方言，俗称河北话。是河北省境内通用的汉语方言。 河北地区方言众多，多以官话方言为主，主要分为冀鲁官话、北京官话和东北官话，以及非官话的晋语。

## 分布
- 冀鲁官话：分布于河北省大部分地区。分为石济片和保唐片: 以石家庄话、保定话和唐山话为主。

- 晋语：主要分布于邯郸市(邯新片) 和张家口市 (张呼片)。

- 北京官话：主要分布于河北省廊坊市市区、固安以及北三县、承德市大部以及保定涿州，以怀承片为主。

- 东北官话：主要分布于河北省秦皇岛市中心地区，因临近辽宁葫芦岛加上东北移民众多，该地区也通晓东北话。为哈阜片长锦小片的一个分支， 接近于锦州话与葫芦岛话。

- 中原官话：仅分布于河北大名县、魏县,为郑开片。